# Associazione Calcio Femminile Brescia Femminile 2012-2013
Questa voce raccoglie le informazioni riguardanti l'Associazione Calcio Femminile Brescia Femminile Associazione Sportiva Dilettantistica nelle competizioni ufficiali della stagione 2012-2013.

## Organigramma societario
Staff dirigenziale
- Presidente: Giuseppe Cesari

Area tecnica
- Allenatore: Milena Bertolini
- Vice allenatore: Alessandro Mondini

## Rosa
Rosa, numerazione e ruoli, tratti dal sito ufficiale, sono aggiornati al 20 luglio 2012
| N. |                     | Ruolo | Calciatrice        |
| -- | ------------------- | ----- | ------------------ |
|    | Slovenia (bandiera) | P     | Lucja Mori         |
|    | Italia (bandiera)   | P     | Sara Penzo         |
|    | Italia (bandiera)   | D     | Chiara Baroni      |
|    | Italia (bandiera)   | D     | Roberta D'Adda     |
|    | Italia (bandiera)   | D     | Sara Gama          |
|    | Italia (bandiera)   | D     | Valentina Pedretti |
|    | Italia (bandiera)   | D     | Viviana Schiavi    |
|    | Italia (bandiera)   | D     | Stefania Zanoletti |
|    | Italia (bandiera)   | D     | Elisa Zizioli      |
|    | Italia (bandiera)   | C     | Lisa Alborghetti   |
|    | Italia (bandiera)   | C     | Mara Assoni        |

| N. |                   | Ruolo | Calciatrice       |
| -- | ----------------- | ----- | ----------------- |
|    | Italia (bandiera) | C     | Valentina Boni    |
|    | Italia (bandiera) | C     | Veronique Brayda  |
|    | Italia (bandiera) | C     | Giulia Ferrandi   |
|    | Italia (bandiera) | C     | Marcella Gozzi    |
|    | Italia (bandiera) | C     | Elisa Mele        |
|    | Italia (bandiera) | C     | Elisa Paganotti   |
|    | Italia (bandiera) | C     | Eleonora Prost    |
|    | Italia (bandiera) | C     | Martina Rosucci   |
|    | Italia (bandiera) | A     | Barbara Bonansea  |
|    | Italia (bandiera) | A     | Valentina Cernoia |
|    | Italia (bandiera) | A     | Daniela Sabatino  |

## Calciomercato

### Sessione estiva
| Acquisti | Acquisti         | Acquisti           | Acquisti   |
| R.       | Nome             | da                 | Modalità   |
| -------- | ---------------- | ------------------ | ---------- |
| P        | Sara Penzo       | Basilea            | svincolata |
| D        | Sara Gama        | Chiasiellis        | svincolata |
| C        | Eleonora Prost   | Riviera di Romagna | svincolata |
| A        | Barbara Bonansea | Torino             | svincolata |

| Cessioni | Cessioni         | Cessioni  | Cessioni      |
| R.       | Nome             | a         | Modalità      |
| -------- | ---------------- | --------- | ------------- |
| P        | Marisa Gorno     | Como 2000 | svincolata    |
| C        | Venusia Paliotti |           | fine carriera |

## Risultati

### Serie A

#### Girone di andata
| Arbitro: | Emanuele De Luca (Reggio nell'Emilia) |

|                              |           |                         |
| Alborghetti 74’ Bonansea 78’ | Marcatori | 18’ (rig.), 29’ Girelli |

| Arbitro: | Massimiliano Rasia (Bassano del Grappa) |

|                |           |              |
| Tommasella 28’ | Marcatori | 38’ Sabatino |

| Arbitro: | Marco Ceccon (Lovere) |

|                                                 |           |                             |
| Sabatino 7’, 42’ Gama 30’ Rosucci 40’ Prost 90’ | Marcatori | 62’ Berarducci 75’ Marchese |

| Arbitro: | Andrea Giudici (Legnano) |

|  |           |                         |
|  | Marcatori | 1’ Rosucci 64’ Sabatino |

| Arbitro: | Enrico Bertozzi (Cesena) |

|                               |           |  |
| Rosucci 10’ Bonansea 19’, 90’ | Marcatori |  |

| Arbitro: | Mattia Cazzaniga (Lecco) |

|  |           |                              |
|  | Marcatori | 14’ Alborghetti 24’ Ferrandi |

| Arbitro: | Marcello Roca (Bari) |

|  |           |                               |
|  | Marcatori | 53’ Fuselli 86’ (rig.) Panico |

| Arbitro: | Marco Ceolin (Treviso) |

|  |           |              |
|  | Marcatori | 55’ Sabatino |

| Arbitro: | Antonio Borriello (Torre del Greco) |

|                                                   |           |  |
| Sabatino 9’ (rig.) Boni 67’ Gama 79’ Bonansea 89’ | Marcatori |  |

| Arbitro: | Francesco Palumbo (Torre Annunziata) |

|  |           |                                       |
|  | Marcatori | 12’ Bonansea 27’ (rig.), 74’ Sabatino |

| Arbitro: | Marco Azzaro (Ragusa) |

|            |           |                              |
| Ponzio 21’ | Marcatori | 41’, 64’ Bonansea 89’ Brayda |

| Arbitro: | Michele Giordano (Novara) |

|                                        |           |               |
| Sabatino 2’, 70’ Cernoia 83’ Prost 91’ | Marcatori | 45’ Perobello |

| Arbitro: | Francesco Croce (Novara) |

|                                |           |                                      |
| Damgaard Jensen 38’ Ramera 44’ | Marcatori | 21’ Bonansea 31’ Brayda 74’ Sabatino |

| Arbitro: | David Capelli (Bergamo) |

|             |           |  |
| Rosucci 50’ | Marcatori |  |

| Arbitro: | Enrico Leo (Roma 2) |

|  |           |                                          |
|  | Marcatori | 12’, 90’ Sabatino 25’, 56’, 61’ Bonansea |

#### Girone di ritorno
| Arbitro: | Matteo Campagnolo (Castelfranco Veneto) |

|                     |           |                                    |
| Girelli 3’ Pini 87’ | Marcatori | 9’ Alborghetti 81’ (rig.) Sabatino |

| Arbitro: | Davide Pederzolli (Trento) |

|              |           |                             |
| Sabatino 33’ | Marcatori | 50’ (rig.) Parisi 65’ Mauro |

| Arbitro: | Michele Di Cairano (Ariano Irpino) |

|            |           |                                |
| Cianci 20’ | Marcatori | 13’ Sabatino 24’, 34’ Bonansea |

| Arbitro: | Paolo Fusi (Lecco) |

|                                             |           |          |
| Cernoia 30’ Sabatino 41’ (rig.), 54’ (rig.) | Marcatori | 90’ Erba |

| Arbitro: | Luigi Carella (Bari) |

|             |           |             |
| Barreca 85’ | Marcatori | 79’ Cernoia |

| Arbitro: | Luca Pedretti (Lovere) |

|              |           |             |
| Sabatino 47’ | Marcatori | 52’ Tarenzi |

| Arbitro: | Matteo D'Ambrogio (Frosinone) |

|  |           |                   |
|  | Marcatori | 75’, 87’ Bonansea |

| Arbitro: | Jacopo Fumagalli (Cremona) |

|                                               |           |  |
| Alborghetti 58’ Bonansea 66’, 73’ Cernoia 89’ | Marcatori |  |

| Arbitro: | Eduart Pashuku (Albano Laziale) |

|               |           |                                    |
| Marinelli 20’ | Marcatori | 30’ Sabatino 44’ Prost 62’ Cernoia |

| Brescia 23 marzo 2013, ore 14:30 CET 25ª giornata | Brescia                                | 0 – 0 referto | Chiasiellis | Centro sp. Club Azzurri\| Arbitro: \| Stefano Lorenzin (Castelfranco Veneto) \| |
| Arbitro:                                          | Stefano Lorenzin (Castelfranco Veneto) |               |             |                                                                                 |

| Arbitro: | Nicola Locatelli (Lovere) |

|                                |           |  |
| Sabatino 10’, 51’ Bonansea 35’ | Marcatori |  |

| Arbitro: | Lorenzo Gentile (Seregno) |

|  |           |                                                               |
|  | Marcatori | 41’ Sabatino 58’ Boni 60’ Bonansea 75’ (rig.) Gama 80’ D'Adda |

| Arbitro: | Stefano Cortinovis (Bergamo) |

|                                                                |           |  |
| Prost 10’ Cernoia 13’ Bonansea 30’, 67’ Sabatino 50’, 70’, 72’ | Marcatori |  |

| Arbitro: | Guglielmo Tubertini (Bologna) |

|              |           |                                     |
| Mainardi 42’ | Marcatori | 14’, 51’, 86’ Sabatino 50’ Bonansea |

| Arbitro: | Luca Pedretti (Lovere) |

|              |           |                   |
| Sabatino 46’ | Marcatori | 39’ (rig.) Guagni |

### Coppa Italia

#### Ottavi di finale
| Arbitro: | Stefano Cortinovis (Bergamo) |

|                               |                      |                                   |
| Carminati 26’ Ricco 77’       | Marcatori            | 5’ Sabatino 62’ Bonansea          |
| Erba Ricco Cortesi Vitanza A. | Tiri di rigore 2 – 4 | Boni Rosucci Alborghetti Bonansea |

#### Quarti di finale
| Arbitro: | Giacomo Dall'Oco (Reggio Emilia) |

|  |           |                     |
|  | Marcatori | 15’, 53’ Gabbiadini |

### Supercoppa
| Arbitro: | Marco Mezzarobba (Conegliano) |

|                 |           |              |
| Panico 37’, 82’ | Marcatori | 64’ Bonansea |

## Statistiche

### Statistiche di squadra
| Competizione | Punti | In casa | In casa | In casa | In casa | In casa | In casa | In trasferta | In trasferta | In trasferta | In trasferta | In trasferta | In trasferta | Totale | Totale | Totale | Totale | Totale | Totale | DR  |
| Competizione | Punti | G       | V       | N       | P       | Gf      | Gs      | G            | V            | N            | P            | Gf           | Gs           | G      | V      | N      | P      | Gf     | Gs     | DR  |
| ------------ | ----- | ------- | ------- | ------- | ------- | ------- | ------- | ------------ | ------------ | ------------ | ------------ | ------------ | ------------ | ------ | ------ | ------ | ------ | ------ | ------ | --- |
| Serie A      | 70    | 15      | 9       | 4       | 2       | 39      | 12      | 15           | 12           | 3            | 0            | 40           | 10           | 30     | 21     | 7      | 2      | 79     | 22     | +57 |
| Coppa Italia | -     | 1       | 0       | 0       | 1       | 0       | 2       | 1            | 0            | 1            | 0            | 2            | 2            | 2      | 0      | 1      | 1      | 2      | 4      | -2  |
| Supercoppa   | -     | -       | -       | -       | -       | -       | -       | -            | -            | -            | -            | -            | -            | 1      | 0      | 0      | 1      | 1      | 2      | -1  |
| Totale       | -     | 16      | 9       | 4       | 3       | 39      | 14      | 16           | 12           | 4            | 0            | 42           | 12           | 33     | 21     | 8      | 4      | 82     | 28     | +54 |

### Andamento in campionato
| Giornata  | 1 | 2 | 3 | 4 | 5 | 6 | 7 | 8 | 9 | 10 | 11 | 12 | 13 | 14 | 15 | 16 | 17 | 18 | 19 | 20 | 21 | 22 | 23 | 24 | 25 | 26 | 27 | 28 | 29 | 30 |
| --------- | - | - | - | - | - | - | - | - | - | -- | -- | -- | -- | -- | -- | -- | -- | -- | -- | -- | -- | -- | -- | -- | -- | -- | -- | -- | -- | -- |
| Luogo     | C | T | C | T | C | T | C | T | C | T  | T  | C  | T  | C  | T  | T  | C  | T  | C  | T  | C  | T  | C  | T  | C  | C  | T  | C  | T  | C  |
| Risultato | N | V | V | V | V | V | P | V | V | V  | V  | P  | V  | V  | V  | N  | P  | V  | V  | N  | N  | V  | V  | V  | N  | V  | V  | V  | V  | N  |
| Posizione |   |   |   |   |   |   |   |   |   |    |    |    |    |    |    |    |    |    |    |    |    |    |    |    |    |    |    |    | 3  | 3  |

Legenda:

Luogo: C = Casa; T = Trasferta. Risultato: V = Vittoria; N = Pareggio; P = Sconfitta.

### Statistiche delle giocatrici
| Giocatore      | Serie A  | Serie A | Serie A     | Serie A    | Coppa Italia | Coppa Italia | Coppa Italia | Coppa Italia | Supercoppa | Supercoppa | Supercoppa  | Supercoppa | Totale   | Totale | Totale      | Totale     |
| Giocatore      | Presenze | Reti    | Ammonizioni | Espulsioni | Presenze     | Reti         | Ammonizioni  | Espulsioni   | Presenze   | Reti       | Ammonizioni | Espulsioni | Presenze | Reti   | Ammonizioni | Espulsioni |
| -------------- | -------- | ------- | ----------- | ---------- | ------------ | ------------ | ------------ | ------------ | ---------- | ---------- | ----------- | ---------- | -------- | ------ | ----------- | ---------- |
| L. Alborghetti | 30       | 4       | 3           | 0          | ?            | ?            | ?            | ?            | 1          | 0          | 0           | 0          | 31+      | 4+     | 3+          | 0+         |
| M. Assoni      | 3        | 0       | 0           | 0          | ?            | ?            | ?            | ?            | -          | -          | -           | -          | 3+       | 0+     | 0+          | 0+         |
| C. Baroni      | 6        | 0       | 1           | 0          | ?            | ?            | ?            | ?            | 1          | 0          | 0           | 0          | 7+       | 0+     | 1+          | 0+         |
| B. Bonansea    | 30       | 22      | 2           | 0          | ?            | 1            | ?            | ?            | 1          | 1          | 0           | 0          | 31+      | 24     | 2+          | 0+         |
| V. Boni        | 27       | 2       | 2           | 0          | ?            | ?            | ?            | ?            | 1          | 0          | 0           | 0          | 28+      | 2+     | 2+          | 0+         |
| V. Brayda      | 7        | 2       | 0           | 0          | ?            | ?            | ?            | ?            | 0          | 0          | 0           | 0          | 7+       | 2+     | 0+          | 0+         |
| V. Cernoia     | 23       | 6       | 2           | 0          | ?            | ?            | ?            | ?            | 1          | 0          | 0           | 0          | 24+      | 6+     | 2+          | 0+         |
| R. D'Adda      | 28       | 1       | 1           | 2          | ?            | ?            | ?            | ?            | 1          | 0          | 0           | 0          | 29+      | 1+     | 1+          | 2+         |
| G. Ferrandi    | 7        | 1       | 0           | 0          | ?            | ?            | ?            | ?            | 1          | 0          | 0           | 0          | 8+       | 1+     | 0+          | 0+         |
| S. Gama        | 25       | 3       | 3           | 0          | ?            | ?            | ?            | ?            | -          | -          | -           | -          | 25+      | 3+     | 3+          | 0+         |
| M. Gozzi       | 3        | 0       | 0           | 0          | ?            | ?            | ?            | ?            | 1          | 0          | 0           | 0          | 4+       | 0+     | 0+          | 0+         |
| E. Mele        | 4        | 0       | 0           | 0          | ?            | ?            | ?            | ?            | -          | -          | -           | -          | 4+       | 0+     | 0+          | 0+         |
| L. Mori        | 3        | 0       | 0           | 0          | ?            | ?            | ?            | ?            | 0          | 0          | 0           | 0          | 3+       | 0+     | 0+          | 0+         |
| E. Paganotti   | 8        | 0       | 0           | 0          | ?            | ?            | ?            | ?            | 0          | 0          | 0           | 0          | 8+       | 0+     | 0+          | 0+         |
| V. Pedretti    | 30       | 0       | 3           | 0          | ?            | ?            | ?            | ?            | 1          | 0          | 0           | 0          | 31+      | 0+     | 3+          | 0+         |
| S. Penzo       | 30       | -22     | 1           | 0          | ?            | ?            | ?            | ?            | 1          | -2         | 0           | 0          | 31+      | -24+   | 1+          | 0+         |
| E. Prost       | 29       | 4       | 7           | 0          | ?            | ?            | ?            | ?            | -          | -          | -           | -          | 29+      | 4+     | 7+          | 0+         |
| M. Rosucci     | 20       | 4       | 2           | 0          | ?            | ?            | ?            | ?            | 1          | 0          | 0           | 0          | 21+      | 4+     | 2+          | 0+         |
| D. Sabatino    | 30       | 30      | 3           | 0          | ?            | 1            | ?            | ?            | 1          | 0          | 0           | 0          | 31+      | 31     | 3+          | 0+         |
| V. Schiavi     | 11       | 0       | 0           | 0          | ?            | ?            | ?            | ?            | 1          | 0          | 0           | 0          | 12+      | 0+     | 0+          | 0+         |
| S. Zanoletti   | 7        | 0       | 0           | 0          | ?            | ?            | ?            | ?            | 0          | 0          | 0           | 0          | 7+       | 0+     | 0+          | 0+         |
| E. Zizioli     | 29       | 0       | 3           | 0          | ?            | ?            | ?            | ?            | 1          | 0          | 0           | 0          | 30+      | 0+     | 3+          | 0+         |